# Ээл8
Ээл8 (изначально Э-ЭЛ-8) — опытный советский тепловоз, выпущенный в 1932 году. Имел сразу два дизельных двигателя, и как следствие, более высокую мощность, а также опорно-рамное подвешивание ТЭД. Из-за ряда технических недостатков в серию не пошёл.

## Постройка
Проектирование тепловоза началось в конце 1920-х годов в Тепловозном бюро НКПС под руководством инженера Н. А. Добровольского. Был спроектирован тепловоз типа 1-5о−1 со служебной массой 136 тонн, двумя дизель-генераторными установками, ТЭД, установленных на раме, и с реостатным торможением. Тепловоз в теории должен был обеспечивать предельное использование возможностей железных дорог и по параметрам был близок к проектировавшимся тогда паровозам типов 1П (ФД) и 2П (ИС). Применение двух дизелей позволяло за счёт отключения одного из них изменять мощность тепловоза в зависимости от веса поездов, а также повышало надёжность тепловоза в целом (в то время дизели были ещё недостаточно надёжны).
Детальный проект разрабатывался уже в Германии на заводе Krupp AG, при этом выяснилось, что заданный вес выдержать не удастся, поэтому перешли к типу 2-5о−1 и отказались от применения реостатного торможения. Строительство велось на заводе Krupp в 1931—1932 годах. В марте 1933 года тепловоз Э-ЭЛ-8 (позже обозначение сменили на Ээл8) прибыл в Советский Союз и был отправлен на Муромский паровозостроительный завод, где производилась окончательная сборка.

## Конструкция

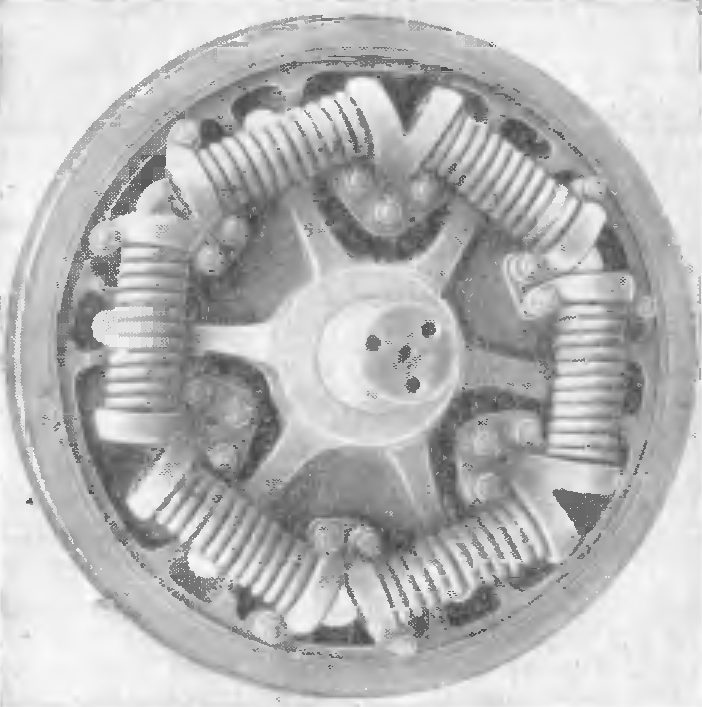
Муфта системы Сешерон

Экипажная часть локомотива состояла из одной рамы и двух тележек, из которых передняя аналогична по конструкции тележке паровоза Ку, а задняя типа Бисселя. Для улучшения вписывания в кривые, передняя тележка имела разбег до 110 мм, а вторая и четвёртая движущие колёсные пары не имели гребней. Минимальный радиус проходимых кривых был равен 150 м.
Каждая из двух дизель-генераторных установок состояла из четырёхтактного восьмицилиндрового бескомпрессорного дизеля 8V-31/37 фирмы Sulzer (Зульцер) и мощностью 825 л.с. при частоте вращения вала 640 об/мин. Его валом жёстко (без промежуточных муфт) был соединён вал тягового генератора G540-2 часовой мощностью 510 кВт (420 В, 1210 А). Ток в независимых обмотках регулировался по системе Вард-Леонарда, также генераторы были оборудованы противокомпаундными обмотками. Для питания цепей управления служили вспомогательные генераторы, приводимые от валов тяговых генераторов, а также железноникелевая (щелочная) аккумуляторная батарея фирмы Юнгер. Напряжение питания цепей управления составляло 150 В.
На раме было установлено 5 сдвоенных тяговых двигателей TC-416 фирмы Sécheron SA (Сешерон) с часовой мощностью 2×101,5 кВт (420 В, 2×242 А, 550 об/мин) и имевших принудительную вентиляцию. Момент от вала ТЭД на движущую колёсную пару передавался с помощью эластичной муфты системы Сешерон, состоящей из полого вала и пружин. Вообще по этой части тепловоз Ээл8 оказался похож на электровоз ПБ21, выпущенного годом позже, хотя у систем Вестингауза (применён на ПБ21) и Сешерона и имелись некоторые принципиальные отличия. Передаточное отношение редуктора было 6,8. Контроллер машиниста имел 15 позиций, тогда как на контроллерах тепловозов Ээл их было 25.

## Эксплуатация
Тепловоз был отправлен сперва для испытаний на линию Москва — Ленинград Октябрьской железной дороги, по завершении которых его перевели на Ашхабадскую железную дорогу. Длительная мощность локомотива при скорости от 24 до 50 км/ч составляла 1050 л.с. Длительная сила тяги при скорости 12,5 км/ч составляла 21 000 кгс, а при скорости 24 км/ч снижалась до 12 000 кгс. Так как на дороге тепловоз Ээл8 обслуживал поезда, рассчитанные на менее мощные серийные Ээл, то он не мог полностью реализовать свои тяговые возможности. Но ещё большим недостатком стала тяговая передача системы Сешерон, пружины которой часто ломались, из-за чего тепловоз простаивал в ремонте. Во время Великой Отечественной войны локомотив был окончательно отставлен от работы, а в 1953 году исключён из инвентаря.